# 日本学校合奏コンクール
日本学校合奏コンクール（にほんがっこうがっそうコンクール、Japan school ensemble competition）は、全日本器楽合奏コンクール、NHK全国学校音楽コンクール(全国学校器楽合奏コンクール)、全国学校合奏コンクールを前身とする、日本で唯一の自由な楽器編成による合奏コンクールである。主催は日本学校合奏コンクール委員会（JSECC, Japan School Ensemble Competition Comunnitiee）(会長 岩瀬良三)である。

## 沿革
- 1922年(大正11年) - 日本教育音楽協会[注 1]が設立される。
- 1956年(昭和31年) - 日本器楽教育連盟が設立される。
- 1957年(昭和32年) - 全日本器楽合奏コンクール委員会[注 2]の主催による「全日本器楽合奏コンクール」[注 3]が開催される。
- 1962年(昭和37年) - NHKと日本教育音楽協会、全日本学校器楽合奏研究会(全日本器楽合奏コンクール委員会から改称)の主催による「NHK全国学校音楽コンクール 合奏の部」[注 4]として開催される[4]。
- 1968年(昭和43年) - 「NHK全国学校音楽コンクール 合奏の部」を廃止。日本教育音楽協会の主催による「全国学校合奏コンクール」として開催される。
- 2011年(平成23年) - 第50回[注 5]をもって「全国学校合奏コンクール」が幕を閉じる[注 6][5]。
- 2012年(平成24年) - 日本学校合奏コンクール委員会の主催による「日本学校合奏コンクール」として開催される。
- 2014年(平成26年)3月 - 全国学校合奏コンクールの主催であった日本教育音楽協会が解散する[6]。

## 大会の系譜
| 年 度                               | 大会名                                                          | 校 種                                    | 部 門                                                                                         | 主 催                                           | 全国大会の審査 |
| ----------------------------------- | --------------------------------------------------------------- | ---------------------------------------- | --------------------------------------------------------------------------------------------- | ----------------------------------------------- | -------------- |
| 1957年(昭和32年) 〜1958年(昭和33年) | 全日本器楽合奏コンクール                                        | ・小学校の部 ・中学校の部 ・高等学校の部 |                                                                                               | 全日本器楽合奏コンクール委員会                  | 録音音源       |
| 1959年(昭和34年) 〜1961年(昭和36年) | 全日本器楽合奏コンクール                                        | ・小学校の部 ・中学校の部 ・高等学校の部 | ・第1部(学習指導要領に示された教育用楽器だけの編成) ・第2部(弦楽器等も用いることができる編成) | 全日本器楽合奏コンクール委員会                  | 録音音源       |
| 1962年(昭和37年) 〜1967年(昭和42年) | NHK全国学校音楽コンクール 合奏の部 (全国学校器楽合奏コンクール) | ・小学校の部 ・中学校の部 ・高等学校の部 |                                                                                               | NHK, 日本教育音楽協会, 全日本学校器楽合奏研究会 | ラジオ放送     |
| 1968年(昭和43年) 〜2011年(平成23年) | 全国学校合奏コンクール                                          | ・小学校の部 ・中学校の部 ・高等学校の部 |                                                                                               | 日本教育音楽協会                                | 録音音源       |
| 2012年(平成24年) 〜                 | 日本学校合奏コンクール                                          | ・小学校の部 ・中学校の部 ・高等学校の部 | ・グランドコンテスト部門 ・ソロ部門 ・アンサンブル部門                                        | 日本学校合奏コンクール委員会                    | 生演奏         |

## 概要
このコンクールは、楽器編成などの出場制限を設けない、自由な経験と自由な編成での参加が可能なコンクールである。今まで、児童生徒のコンクールとして出場の機会が少なかった弦楽器や邦楽器、リコーダー、ギターなど、どんな楽器の合奏でも参加することができる。
大会は、管弦楽や吹奏楽、邦楽合奏を含む器楽合奏などの大きな編成による「グランドコンテスト」と、独奏および2名から20名までのアンサンブルによる「ソロ&アンサンブルコンテスト」の2つに分かれ、それぞれ全国大会が別会場で開催されている。
部門は、「グランドコンテスト部門」、「ソロ部門」、「アンサンブル部門」の3部門に分かれ、それぞれさらに「小学校の部」、「中学校の部」、「高等学校の部」に分かれる。

## グランドコンテスト部門（合奏）

### 参加規定
グランドコンテスト部門は小学校部門・中学校部門・高等学校部門に分かれて行われている。
グランドコンテストの出場団体は、録音媒体による音源審査または一部の県（千葉県・福島県・徳島県・山口県）で実施されている県大会を経て決定される。尚、県大会が開催されている都道府県に所属する学校では、録音媒体による音源審査には申し込みできない。

### 演奏形態
- 参加人数・演奏形態は全部門共通して自由とする。但し、演奏形態は次のように振り分けられるものとする。
  - 管弦楽（弦楽合奏も含む）
  - 吹奏楽（金管バンド含む）
  - 器楽合奏（上記以外、邦楽合奏も含む）

### 演奏曲等
- 同一学校内の生徒が合同で出場することができるが、合同で出場する場合は上位の校種で出場しなくてはならない。
- 曲は自由曲のみで、課題曲はない。
- 制限時間は、小学校の部が8分以内、中学校・高等学校の部は9分以内となっている。
- 制限時間を超えた場合、失格となる。

### 本選（全国大会）
グランドコンテストは、予選を通過した団体で行われる。全国大会の規定は以下の通りである。
- 本選（全国大会）は，公開のコンサート形式（生演奏）で行われる。
- 予選審査と本選（全国大会）での演奏する楽曲は，同一のものとする。
- 制限時間を超過した場合は、失格となり賞が与えられない。
- 全ての参加校に金賞・銀賞・銅賞のいずれかの賞が授与される。
- 校種ごとに優れた演奏に文部科学大臣賞他を授与される。

## ソロ&アンサンブルコンテスト部門

### 参加規定
ソロ&アンサンブルコンテスト部門は、それぞれ小学校部門、中学校部門、高等学校部門にてそれぞれソロコンテスト部門とアンサンブルコンテスト部門が実施されている。
予選は全て録音媒体（CD）による音源審査で行われており、予選にて推薦された団体が本選大会（全国大会）に出場することができる。参加に関する規定は以下のようになっている。
- 楽器編成は自由。但し、アンサンブルコンテスト部門の場合、人数は20人以内でなければならない。
- アンサンブルコンテスト部門において独立した指揮者を置くことはできない。
- 演奏時間は5分以内となっている。超過した場合は失格となる。
- 同一学校内から合同で参加することも可能だが、その場合は上位の種別の学校の部門で出場しなくてはならない。

## 開催会場・期日一覧
| 回 年度 | タイトル                    | 会場                              | 日程                                 |
| ------- | --------------------------- | --------------------------------- | ------------------------------------ |
| 1 2012  | ソロ&アンサンブルコンテスト | 千葉県文化会館 大ホール           | 2012年11月3日（土・祝）              |
| 1 2012  | グランドコンテスト          | 郡山市民文化センター 大ホール     | 2012年11月10日（土）・11日（日）     |
| 2 2013  | ソロ&アンサンブルコンテスト | 郡山市民文化センター 大ホール     | 2013年10月26日（土）                 |
| 2 2013  | グランドコンテスト          | 千葉県文化会館 大ホール           | 2013年11月10日（日）                 |
| 3 2014  | グランドコンテスト          | 郡山市民文化センター 大ホール     | 2014年10月25日（土）・26日（日）     |
| 3 2014  | ソロ&アンサンブルコンテスト | 千葉県文化会館 大ホール           | 2014年11月9日（日）                  |
| 4 2015  | ソロ&アンサンブルコンテスト | 郡山市民文化センター 大ホール     | 2015年10月25日（日）                 |
| 4 2015  | グランドコンテスト          | 千葉県文化会館 大ホール           | 2015年11月14日（土）・15日（日）     |
| 5 2016  | グランドコンテスト          | 郡山市民文化センター 大ホール     | 2016年10月22日（土）・23日（日）     |
| 5 2016  | ソロ&アンサンブルコンテスト | 千葉県文化会館 大ホール           | 2016年11月13日（日）                 |
| 6 2017  | ソロ&アンサンブルコンテスト | 郡山市民文化センター 大ホール     | 2017年10月21日（土）                 |
| 6 2017  | グランドコンテスト          | 千葉県文化会館 大ホール           | 2017年11月4日（土）・5日（日）       |
| 7 2018  | グランドコンテスト          | けんしん郡山文化センター 大ホール | 2018年11月3日（土・祝）・4日（日）   |
| 7 2018  | ソロ&アンサンブルコンテスト | 千葉県文化会館 大ホール           | 2018年11月11日（日）                 |
| 8 2019  | ソロ&アンサンブルコンテスト | けんしん郡山文化センター 大ホール | 2019年11月3日（日）                  |
| 8 2019  | グランドコンテスト          | 千葉県文化会館 大ホール           | 2019年11月23日（土・祝）・24日（日） |
| 9 2020  | グランドコンテスト          | けんしん郡山文化センター 大ホール | 2020年10月31日（土）・11月1日（日）  |
| 9 2020  | ソロ&アンサンブルコンテスト | 千葉県文化会館 大ホール           | 2020年11月8日（日）                  |
| 10 2021 | グランドコンテスト          | 千葉県文化会館 大ホール           | 2021年11月6日（土）・7日（日）       |
| 10 2021 | ソロ&アンサンブルコンテスト | 白河文化交流館コミネス            | 2021年11月14日（日）                 |
| 11 2022 | グランドコンテスト          | けんしん郡山文化センター 大ホール | 2022年11月5日（土）・6日（日）       |
| 11 2022 | ソロ&アンサンブルコンテスト | けんしん郡山文化センター 大ホール | 2022年11月18日（日）                 |
| 12 2023 | ソロ&アンサンブルコンテスト | けんしん郡山文化センター 大ホール | 2023年11月5日（日）                  |
| 12 2023 | グランドコンテスト          | 千葉県南総文化ホール 大ホール     | 2023年11月18日（土）・19日（日）     |
| 13 2024 | グランドコンテスト          | けんしん郡山文化センター 大ホール | 2024年10月25日（土）・26日（日）     |
| 13 2024 | ソロ&アンサンブルコンテスト | 青葉の森公園芸術文化ホール ホール | 2024年11月10日（日）                 |

## 歴代優秀団体

### グランドコンテスト部門
| 回 年度 | 部門         | 文部科学大臣賞 （最優秀団体）           | 教育長賞                                                                    | 市長賞                     | 会長賞                                                                              |
| ------- | ------------ | --------------------------------------- | --------------------------------------------------------------------------- | -------------------------- | ----------------------------------------------------------------------------------- |
| 1 2012  | 小学校の部   | 船橋市立宮本小学校 (市長賞も含む)       | 小野町立夏井第一小学校 会津若松市立一箕小学校                               |                            |                                                                                     |
| 1 2012  | 中学校の部   | 郡山市立郡山第二中学校 (市長賞も含む)   | 会津若松市立一箕中学校                                                      |                            |                                                                                     |
| 1 2012  | 高等学校の部 | 千葉県立幕張総合高等学校 (市長賞も含む) | 習志野市立習志野高等学校                                                    |                            |                                                                                     |
| 2 2013  | 小学校の部   | 習志野市立谷津小学校                    |                                                                             |                            | 防府市立華城小学校 日光市立今市第三小学校 船橋市立海神小学校                        |
| 2 2013  | 中学校の部   | 郡山市立郡山第二中学校                  |                                                                             |                            | 船橋市立葛飾中学校 船橋市立船橋中学校                                               |
| 2 2013  | 高等学校の部 | 千葉県立幕張総合高等学校                |                                                                             |                            | 千葉県立千葉女子高等学校 江戸川女子中学・高等学校                                   |
| 3 2014  | 小学校の部   | 郡山市立金透小学校                      | 習志野市立谷津小学校                                                        | 船橋市立宮本小学校         |                                                                                     |
| 3 2014  | 中学校の部   | 船橋市立船橋中学校                      | 郡山市立郡山第五中学校                                                      | 福島大学附属中学校         |                                                                                     |
| 3 2014  | 高等学校の部 | 千葉県立幕張総合高等学校                | 千葉県立千葉女子高等学校                                                    | 江戸川女子高等学校         |                                                                                     |
| 4 2015  | 小学校の部   | 習志野市立谷津小学校                    | 船橋市立海神小学校                                                          |                            | 習志野市立東習志野小学校 船橋市立峰台小学校 郡山市立金透小学校 須賀川市立白方小学校 |
| 4 2015  | 中学校の部   | 郡山市立郡山第二中学校                  | 船橋市立船橋中学校                                                          |                            | 市川市立妙典中学校 郡山市立郡山第五中学校 船橋市立葛飾中学校 阿南市立羽ノ浦中学校   |
| 4 2015  | 高等学校の部 | 千葉県立幕張総合高等学校                | 江戸川女子中学・高等学校                                                    |                            | 三重県立白子高等学校 北海道釧路東高等学校                                           |
| 5 2016  | 小学校の部   | 防府市立中関小学校                      | 福島市立笹谷小学校                                                          | 習志野市立谷津小学校       |                                                                                     |
| 5 2016  | 中学校の部   | 郡山市立郡山第二中学校                  | 船橋市立船橋中学校                                                          | 鹿沼市立東中学校           |                                                                                     |
| 5 2016  | 高等学校の部 | 千葉県立幕張総合高等学校                | 北海道釧路北陽高等学校                                                      | 山口県立山口高等学校       |                                                                                     |
| 6 2017  | 小学校の部   | 船橋市立小栗原小学校                    | 習志野市立谷津小学校(県教育長賞) 山口大学教育学部附属光小学校(市教育長賞)   |                            | 東京都立大塚ろう学校                                                                |
| 6 2017  | 中学校の部   | 船橋市立船橋中学校                      | 船橋市立海神中学校(県教育長賞) 松戸市立第六中学校(市教育長賞)               |                            |                                                                                     |
| 6 2017  | 高等学校の部 | 千葉県立幕張総合高等学校                | 福島県立郡山商業高等学校(県教育長賞) 神奈川大学附属中・高等学校(市教育長賞) |                            |                                                                                     |
| 7 2018  | 小学校の部   | 防府市立松崎小学校                      | 習志野市立谷津小学校                                                        | 郡山市立金透小学校         | 東京都立大塚ろう学校                                                                |
| 7 2018  | 中学校の部   | 船橋市立宮本中学校                      | 郡山市立郡山第二中学校                                                      | 船橋市立船橋中学校         |                                                                                     |
| 7 2018  | 高等学校の部 | 千葉県立幕張総合高等学校                | 山口県立防府西高等学校                                                      | 神奈川大学附属中・高等学校 |                                                                                     |
| 8 2019  | 小学校の部   | 習志野市立谷津小学校                    | 船橋市立行田東小学校(県教育長賞) 郡山市立金透小学校(市教育長賞)             |                            | 東京都立大塚ろう学校                                                                |
| 8 2019  | 中学校の部   | 船橋市立船橋中学校                      | 松戸市立第六中学校(県教育長賞) 船橋市立宮本中学校(市教育長賞)               |                            |                                                                                     |
| 8 2019  | 高等学校の部 | 千葉県立幕張総合高等学校                | 神奈川大学附属中・高等学校(県教育長賞) 千葉県立千葉女子高等学校(市教育長賞) |                            |                                                                                     |
| 9 2020  | 小学校の部   |                                         |                                                                             |                            |                                                                                     |
| 9 2020  | 中学校の部   |                                         |                                                                             |                            |                                                                                     |
| 9 2020  | 高等学校の部 |                                         |                                                                             |                            |                                                                                     |
| 10 2021 | 小学校の部   | 習志野市立谷津小学校                    | 矢吹町立善郷小学校(県教育長賞) 郡山市立芳山小学校(市教育長賞)               |                            | 東京都立大塚ろう学校                                                                |
| 10 2021 | 中学校の部   | 郡山市立郡山第二中学校                  | 船橋市立船橋中学校(県教育長賞) 松戸市立小金中学校(市教育長賞)               |                            |                                                                                     |
| 10 2021 | 高等学校の部 | 千葉県立幕張総合高等学校                | 山口県立山口高等学校(県教育長賞) 神奈川大学附属中・高等学校(市教育長賞)     |                            |                                                                                     |
| 11 2022 | 小学校の部   | 防府市立松崎小学校                      | 南相馬市立石神第二小学校(県教育長賞)                                        | 習志野市立谷津小学校       |                                                                                     |
| 11 2022 | 中学校の部   | 郡山市立郡山第二中学校                  | 習志野市立第一中学校(県教育長賞)                                            | 船橋市立葛飾中学校         |                                                                                     |
| 11 2022 | 高等学校の部 | 千葉県立幕張総合高等学校                | 山口県立防府西高等学校(県教育長賞)                                          | 千葉県立小金高等学校       |                                                                                     |
| 12 2023 | 小学校の部   | 習志野市立谷津小学校                    | 南相馬市立石神第二小学校(県教育長賞) 伊達市立伊達小学校(市教育長賞)         |                            | 徳島市八万南小学校 福島県郡山市立橘小学校                                           |
| 12 2023 | 中学校の部   | 船橋市立葛飾行田合同管弦楽              | 習志野市立第一中学校(県教育長賞) 船橋市立御滝中学校(市教育長賞)             |                            | 防府市立国府中学校 郡山市立郡山第二中学校                                           |
| 12 2023 | 高等学校の部 | 千葉県立幕張総合高等学校                | 神奈川大学附属中・高等学校(県教育長賞) 千葉県立小金高等学校(市教育長賞)     |                            | 山口県立防府西高等学校 習志野市立習志野高等学校                                     |

## 歴代出場団体
※本選出場団体のみ掲載

### グランドコンテスト部門

#### 高等学校の部
| 都道府県 | 出場校                         | 編成   | 出場回数 | 出場回                                   |
| -------- | ------------------------------ | ------ | -------- | ---------------------------------------- |
| 北海道   | 北海道釧路東高等学校           | 吹奏楽 | 2回      | 4、6                                     |
| 北海道   | 北海道釧路北陽高等学校         | 吹奏楽 | 1回      | 6                                        |
| 宮城県   | 古川学園高等学校               | 吹奏楽 | 6回      | 2、4〜8                                  |
| 山形県   | 鶴岡東高等学校                 | 吹奏楽 | 1回      | 6                                        |
| 福島県   | 帝京安積高等学校               | 吹奏楽 | 1回      | 1                                        |
| 福島県   | 福島県立郡山商業高等学校       | 管弦楽 | 7回      | 1〜5、7、8                               |
| 福島県   | 福島県立橘高等学校             | 管弦楽 | 1回      | 7                                        |
| 福島県   | 福島県立福島高等学校           | 管弦楽 | 1回      | 8                                        |
| 群馬県   | 群馬県立中央中等教育学校       | 管弦楽 | 3回      | 1、2、4                                  |
| 群馬県   | 群馬県立桐生女子高等学校       | 管弦楽 | 1回      | 1                                        |
| 茨城県   | 茨城県立並木中等教育学校       | 管弦楽 | 3回      | 5〜7                                     |
| 千葉県   | 千葉県立幕張総合高等学校       | 管弦楽 | 8回      | 1〜8                                     |
| 千葉県   | 千葉県立千葉女子高等学校       | 管弦楽 | 8回      | 1〜8                                     |
| 千葉県   | 習志野市立習志野高等学校       | 吹奏楽 | 5回      | 1、2、5、7、8                            |
| 千葉県   | 千葉県立銚子商業高等学校       | 吹奏楽 | 3回      | 3、4、6                                  |
| 千葉県   | 市川学園 市川中学校・高等学校  | 管弦楽 | 1回      | 8                                        |
| 神奈川県 | 神奈川大学附属中・高等学校     | 管弦楽 | 6回      | 1、2、5〜8                               |
| 神奈川県 | 横浜創英中学・高等学校         | 吹奏楽 | 2回      | 6、8                                     |
| 神奈川県 | 横浜創学館高等学校             | 吹奏楽 | 1回      | 6                                        |
| 神奈川県 | 日本女子大学附属高等学校       | 弦楽   | 1回      | 8                                        |
| 東京都   | 江戸川女子中学・高等学校       | 管弦楽 | 6回      | 2〜7                                     |
| 東京都   | 日本大学第三高等学校           | 吹奏楽 | 4回      | 4〜7                                     |
| 東京都   | 東京都立南多摩中等教育学校     | 管弦楽 | 5回      | 4〜8                                     |
| 東京都   | 明治大学付属中野中学・高等学校 | 弦楽   | 1回      | 5                                        |
| 東京都   | 東京都立駒場高等学校           | 管弦楽 | 3回      | 5、7、8                                  |
| 東京都   | 東海大学菅生高等学校           | 吹奏楽 | 1回      | 8                                        |
| 東京都   | 共立女子高等学校               | 弦楽   | 1回      | 8                                        |
| 愛知県   | 聖霊中学・高等学校             | 管弦楽 | 2回      | 5、8                                     |
| 愛知県   | 愛知県立碧南高等学校           | 吹奏楽 | 1回      | 5                                        |
| 愛知県   | 安城学園高等学校               | 弦楽   | 6回      | 1、2、4、6〜8                            |
| 三重県   | 三重県立白子高等学校           | 吹奏楽 | 3回      | 4〜6                                     |
| 兵庫県   | 尼崎双星・尼崎産業・尼崎東合同 | 吹奏楽 | 1回      | 1                                        |
| 兵庫県   | 須磨学園高等学校・中学校       | 管弦楽 | 1回      | 7                                        |
| 大阪府   | 大阪市立扇町総合高等学校       | 吹奏楽 | 2回      | 1、3                                     |
| 京都府   | 立命館高等学校                 | 吹奏楽 | 1回      | 4                                        |
| 京都府   | 京都府立西乙訓高等学校         | 吹奏楽 | 2回      | 6、8                                     |
| 京都府   | 京都廣学館高等学校             | 吹奏楽 | 1回      | 7                                        |
| 京都府   | 京都光華高等学校               | 吹奏楽 | 2回      | 7、8                                     |
| 京都府   | 京都府立南陽高等学校           | 吹奏楽 | 1回      | 8                                        |
| 岡山県   | 岡山県立岡山城東高等学校       | 弦楽   | 3回      | 4、6、8                                  |
| 広島県   | 広島なぎさ中・高等学校         | 管弦楽 | 3回      | 5、7、8                                  |
| 山口県   | 山口県立山口高等学校           | 管弦楽 | 7回      | 2〜8                                     |
| 山口県   | 山口県立下松高等学校           | 吹奏楽 | 3回      | 2、4、8                                  |
| 山口県   | 山口県立下関西高等学校         | 吹奏楽 | 2回      | 5、8                                     |
| 山口県   | 山口県立防府西高等学校         | 吹奏楽 | 2回      | 6、7                                     |
| 徳島県   | 徳島県立城東高等学校           | 管弦楽 | 7回      | 2〜6、7(徳島県立城ノ内高等学校と合同)、8 |
| 徳島県   | 徳島市立高等学校               | 管弦楽 | 1回      | 4                                        |

### 小学生が出場できる器楽・管弦楽の合奏コンクールおよびフェスティバル
- こども音楽コンクール 合奏第1部門[7]・合奏第2部門[8](主催 TBSラジオほか)
- 日本管楽合奏コンテスト[9](主催 日本音楽教育文化振興会)

### 中学生が出場できる器楽・管弦楽の合奏コンクールおよびフェスティバル
- 全国中学校総合文化祭 舞台の部 吹奏楽[10][11] (主催 全国中学校文化連盟、開催都道府県中学校文化連盟、開催市町村教育委員会)
- こども音楽コンクール 合奏第1部門[7]・合奏第2部門[8](主催 TBSラジオほか)
- 日本管楽合奏コンテスト[9](主催 日本音楽教育文化振興会

### 高校生が出場できる器楽・管弦楽の合奏コンクールおよびフェスティバル
- 全国高等学校総合文化祭 器楽・管弦楽部門(主催 文化庁、全国高等学校文化連盟、開催県、開催県教育委員会、開催市町村、開催市町村教育委員会)
- 全国高等学校選抜オーケストラフェスタ(主催 全日本高等学校オーケストラ連盟、日本青年館)
- 日本管楽合奏コンテスト[9](主催 日本音楽教育文化振興会)

### ギター・マンドリン合奏コンクールおよびフェスティバル
- 全日本学生ギターフェスティバル合奏部門(主催 NKG(日本教育ギター連盟))
- 全日本ギターコンクール合奏部門(主催 NKG(日本教育ギター連盟))
- 全国学校ギター合奏コンクール(主催 JGA(ジャパン･ギター･アソシエイション))
- 全国高等学校ギター・マンドリン音楽コンクール(主催 全日本高等学校ギター・マンドリン音楽振興会、朝日新聞)
- 中高生オンラインマンドリンチャレンジ(主催 NPO法人 ARTE MANDOLINISTICA)

### 聴覚障害のある⽣徒・児童を対象とした合奏コンクール
- 全国聾学校合奏コンクール[12](主催 聴覚障害者教育福祉協会)

### 高校生が出場できる邦楽の合奏コンクールおよびフェスティバル
- 全国高等学校総合文化祭 日本音楽部門(主催 文化庁、全国高等学校文化連盟、開催県、開催県教育委員会、開催市町村、開催市町村教育委員会)

### 小学生・中学生が出場できる邦楽の合奏コンクールおよびフェスティバル
- 全国小・中学生箏曲コンクール(主催 全国小・中学生箏曲コンクール実行委員会)